# Nguyễn Văn Nhân (bác sĩ)
Đại tá Nguyễn Văn Nhân (1924 – 2013) là giáo sư, bác sĩ nổi tiếng của Việt Nam trong lĩnh vực xương và ghép xương. Ông được coi là cha đẻ của Ngân hàng xương đầu tiên ở Việt Nam. Bác sĩ Nhân cũng là tác giả của Bộ dụng cụ Kết xương được hoàn thành năm 1960. Ông còn được xem là một hiện tượng hiếm thấy ở Việt Nam khi bảo vệ luận án Tiến sĩ khoa học ở tuổi 67 tại Liên Xô.
Ông nguyên là Chủ nhiệm Khoa Chấn thương – Chỉnh hình tại Bệnh viện Trung ương Quân đội 108.

## Sự nghiệp
Ông sinh ngày 12 tháng 08 năm 1924 tại Hàng Bông, Hoàn Kiếm, Hà Nội trong một gia đình công chức thời Pháp thuộc, cha là Y sĩ ở bệnh viện Phủ Doãn Hà Nội.
Ông tham gia tổ chức Hướng đạo Việt Nam của nhà giáo Hoàng Đạo Thuý tại Nhị Khê. Ông cũng tham gia cùng chuyển giao công văn, mệnh lệnh và hộ tống bàn giao vũ khí, nhận đạn dược từ pháo đài Láng lên tiếp ứng cho pháo đài Phùng.
Ông đỗ tú tài phần II trường Louis Paster năm 1944 và thi vào trường Đại học Y khoa Hà Nội.
Năm 1946, Nguyễn Văn Nhân đi phục vụ ở Cục Giao thông – Công binh.
Giai đoạn năm 1948 – 1950, ông là sinh viên của trường Đại học Y khoa kháng chiến, sau đó thực tập tại Trạm giải phẫu A tại làng Chuôn, huyện Ứng Hòa tỉnh Hà Đông
Từ năm 1950 – 1954 ông gia nhập Quân đội nhân dân Việt Nam, phụ trách Trưởng ban quân y trung đoàn 57, đội điều trị 4, sư đoàn 304 và tham gia chiến dịch Biên Giới, chiến dịch Tây Bắc và giải phóng Điện Biên.
Từ năm 1955 – 1959, Ông được nhà nước Việt Nam cử đi học nghiên cứu sinh tại Liên Xô.
Từ năm 1960 đến năm 1968, ông bảo vệ xuất sắc luận án phó Tiến sĩ y học tại Liên Xô, sau đó Bộ Quốc phòng bổ nhiệm ông giữ chức Chủ nhiệm khoa Chấn thương chỉnh hình Viện quân y 108 (nay là Bệnh viện TWQĐ 108).
Năm 1967, ông trực tiếp phẫu thuật xương cho nhân dân và thương binh trong chiến tranh đánh phá của giặc Mỹ tại Hà Nội. Ông cũng đã mổ và ghép xương cho nhiều phi công Mỹ là tù binh bị thương thời ấy.
Từ cuối năm 1968 đến năm 1970 ông làm Viện trưởng Viện 46 – Binh trạm 44 Đoàn 559.
Từ năm 1970 đến  năm 1982, ông làm Phó viện trưởng Viện quân y 109.
Từ năm 1982 đến năm 1987, ông trở lại công tác tại Bệnh viện TWQĐ 108 làm Chuyên viên đầu ngành Chấn thương chỉnh hình Quân đội.
Từ năm 1987 đến năm 1988, ông được Đảng, Nhà nước và Quân đội tiếp tục cử sang học tập nghiên cứu sinh và bảo vệ xuất sắc Luận án Tiến sĩ khoa học tại Liên Xô.
Từ năm 1991 đến tháng 11 năm 1999, ông được Bộ Quốc phòng điều động trở lại Bệnh viện TWQĐ 108.
Đương thời, ông nổi tiếng là người có trí nhớ tốt và là người thầy thuốc tận tụy. Ông luôn giữ mối quan hệ với bệnh nhân và theo dõi tiến trình bệnh của bệnh nhân trong vòng 10 năm – 40 năm, có ghi chép và tỉ mỉ những thông số liên quan đến bệnh tật và tâm lý bệnh nhân.

## Gia đình
Năm 1949, ông kết duyên với bà Đinh Thị Hồng Loan là con của một nhà Nho yêu nước ở làng Vân Hội, xã Văn Bình, huyện Thường Tín rồi đi theo kháng chiến. Năm 1956 bà mất khi bốn con còn quá nhỏ, con trai đầu 6 tuổi, con gái út 6 tháng, ông nhờ hai bên nội ngoại chăm sóc. Ông tiếp tục học tập, nghiên cứu khoa học, đi theo cuộc kháng chiến và phục vụ kháng chiến ở các trạm hậu phẫu dọc các mặt trận miền Trung. Năm 1965, ông gửi ba con trai cho Đảng và Chính phủ đưa vào trường Thiếu sinh quân nuôi dưỡng. Ba người con trai ông sau này đều trưởng thành trong Quân đội nhân dân Việt Nam: con trai cả là trung tá Nguyễn Văn Trung, cán bộ Học viện Kỹ thuật Quân sự. Con trai thứ hai là Đại tá, bác sĩ, tiến sĩ, viện phó Viện chấn thương chỉnh hình của bệnh viện 108 Nguyễn Văn Tín, vừa là con đẻ, là học trò, vừa là đồng nghiệp của ông. Con trai thứ ba Nguyễn Văn Tuấn là sĩ quan quân đội nhân dân Việt Nam. Con gái út là Nguyễn Ngọc Thanh là giáo viên dạy Văn ở Hà Nội.
Khi ông 84 tuổi, do không thể đi lại bằng máy bay để thăm khám và mổ ghép xương nhân đạo cho các bệnh nhân và nghiên cứu khoa học, ông đã nói rõ nguyện vọng hiến tặng nhà nước Việt Nam toàn bộ đề tài khoa học, tư liệu khoa học, sáng kiến và đúc rút kinh nghiệm, những công trình dang dở, những hiện vật là công cụ để lắp ghép xương trong ngành Y... với con trai Nguyễn Văn Tín, vì Trung tâm này biết sử dụng hiệu quả những tư liệu trên, không để khối lượng lao động khoa học và những tri thức quý giá ấy bó hẹp trong gia đình làm kỷ niệm hay lưu giữ mang tính bảo tàng. Ngày 3/5 /2010, ông Nguyễn Văn Nhân đã trao tặng hơn 10 ngàn tư liệu khoa học cho Trung tâm di sản các nhà khoa học Việt Nam.

## Nghiên cứu
Ông có hơn 60 công trình Nghiên cứu khoa học. Trong đó, những công trình tiêu biểu là:
- Điều trị không liền xương – khớp giả – mất đoạn xương cẳng chân bằng phương pháp phẫu thuật, tại Viện chấn thương chỉnh hình Liên Xô năm 1960, là công trình nghiên cứu khoa học đầu tiên bảo vệ luận án phó tiến sĩ.
- Công trình nghiên cứu khoa học đồ sộ tiếp theo là tái tạo ngón tay cái bị cụt bằng phương pháp ''cái hóa'' ngón tay dài, tại Học viện Quân y Ki rốp thành phố Leningrat Liên Xô, khi Ông tròn 67 tuổi..

Ông đã đào tạo nhiều thế hệ bác sĩ tại Việt Nam, trong đó có GS.TS Nguyễn Tiến Bình, Giám đốc Học viện Quân y là một trong những học trò của ông.
Trước ngày mừng thọ 90 tuổi, Giáo sư Nhân đã trao tặng toàn bộ khối tư liệu đồ sộ của ông, gồm hơn 10.000 hạng mục, là những bản thảo khoa học và hiện vật cho Trung tâm di sản các nhà khoa học Việt Nam.

## Câu nói
"... Sự giáo dục của Hướng đạo sinh Việt Nam và Quân đội nhân dân Việt Nam đã hun đúc cho tôi chí hướng và bản lĩnh "Người lính quân y" để tôi đứng vững và làm tròn trách nhiệm trong 30 năm khói lửa của cuộc chiến tranh giải phóng và thống nhất Tổ quốc "..

## Danh hiệu và khen thưởng
- Năm 1982, ông nhận quân hàm Đại tá.
- Năm 1984, ông được phong hàm Giáo sư.
- Năm 1991, ông được công nhận là Tiến sĩ khoa học tại Liên Xô.
- Năm 1995, ông nhận danh hiệu Thầy thuốc nhân dân đợt 2.

Và các huân huy chương:
- Huân chương Kháng chiến chống Mỹ hạng nhất;
- Huân chương Chiến sĩ hạng Nhất;
- Huân chương Chiến sĩ vẻ vang hạng nhất, hạng nhì, hạng ba;
- Huân chương Chiến công hạng Nhì, hạng Ba;
- Huân chương Chiến thắng hạng Nhì
- Huân chương Quân công hạng Ba;
- Huân chương Vì sức khỏe Nhân dân;
- Huy chương Lao động sáng tạo;
- Huy chương Vì thế hệ Trẻ;
- Huy chương Vì sự nghiệp Y tế Việt Nam;
- Huy chương Vì sự nghiệp Chữ thập đỏ.